# Asalto Navideño
Asalto Navideño, también conocido como Asalto Navideño, Vol. 1, es el primer álbum navideño y el sexto de estudio de la orquesta neoyorquina de salsa Willie Colón & Héctor Lavoe, grabado en la primera semana de diciembre de 1970 con el objetivo de aprovechar la temporada navideña de 1970.
El álbum cuenta con la participación activa de Yomo Toro, quién colabora con el Cuatro puertorriqueño, el instrumento presente en todas las canciones del proyecto. También cuenta con la participación de algunos miembros de Fania All-Stars, como Johnny Pacheco y Justo Betancourt. 
El álbum ha sido el más vendido de la historia de la música latina cuya temática es exclusivamente navideña. Esto se debió, en parte, a que la voz de Héctor Lavoe, sumada a la genialidad de Willie Colón y Yomo Toro, y la acertada fusión de sonidos típicos latinos, como la bomba, aire tradicional de Puerto Rico, conformaron una receta que gustó a todo el público, en especial a la comunidad latina, radicada en los Estados Unidos.
Tal fue el éxito del álbum, que Fania Records publicó en 1973, un segundo proyecto navideño, llamado Asalto Navideño, Vol. 2. Esto llevó a que el primer álbum cambiara su nombre a Asalto Navideño, Vol. 1.
Hoy día, el álbum y su edición de lujo (que incluye el Vol. 2), son un objeto invaluable para todos los expertos y coleccionistas, y está catalogado como uno de los mejores álbumes de la historia de la música latina.

## Contexto

### Antecedentes
El auge de la orquesta fundada por Willie Colón, y su indispensable aporte a la disquera, llevó a los productores Jerry Masucci y a Johnny Pacheco a sugerirle hacer un álbum navideño, para aprovechar su creciente fama. Colón aceptó gustoso.
Fue entonces cuando se pensó en invitar a un artista que no hubiese estado presente en proyectos anteriores, y que además hiciera un acompañamiento musical especial, ya que se trataba de un álbum navideño. Esto llevó a los productores a invitar al virtuoso músico Yomo Toro desconocido entonces por el público salsero creciente para ese entonces y ocupa un lugar privilegiado en la producción.
El álbum estaba pensado para rendir tributo a Puerto Rico, pero la fusión de sonido y ritmos caribeños llevaron al proyecto a abarcar algo más grande: La comunidad latina residente en Estados Unidos, que habían sido los responsables del rápido acogimiento del naciente género de la salsa, con el cual se lucraban los artistas de Fania Records.

## Contenido

### Nombre
El término Asalto navideño, en países caribeños como Puerto Rico, Rep. Dominicana y Cuba designa la costumbre que existe en los barrios populares de llamar al comienzo de los festejo navideños entre vecinos, y en el cual se realizan sesiones de canto, baile y gastronomía tradicionales, que se conocen como parrandas. Asalto también es sinónimo del coloquialismo trulla, que designa al igual que Asalto, a las celebraciones bulliciosas y alegres de personas en torno a la Navidad.

### Portada
La foto de cubierta muestra a Willie Colón caracterizado como Santa Claus, con un tabaco en su boca. Usa el característico gorro y chaqueta de color rojo del personaje, además de una barba blanca no muy bien ubicada (ya que se nota la barba natural de Colón debaje del disfraz), pero sin la barriga amplia del personaje bonachón. Tampoco lleva el pantalón rojo de Santa Claus, en cambio usa un pantalón verde.
A su lado un Héctor Lavoe disfrazado de elfo navideño forzejea con Colón para evitar que éste se llevé el regalo que lleva en las manos. También podría interpretarse como que Santa Claus ayuda al elfo a cargar el regalo, pues la expresión de Lavoe es exagerada (ya que tiene exageradamente abiertos la boca y los ojos). Esta última interpretación cobraría sentido con el nombre del disco, y representa entonces el robo de un Santa Claus y elfo navideño falsos en una casa.

## Grabación
El disco fue grabado a finales de 1970, en los estudios de Fania Records, ubicados en la ciudad de Nueva York, en Estados Unidos, durante el auge de la música latina, que encabezaban Willie Colón & Héctor Lavoe. 
El álbum cuenta con un total de 8 canciones, entre las que se encuentran los éxitos "Aires de Navidad", Esta Navidad y "La Murga", esta última no es propiamente una canción navideña, sino más bien, un homenaje a la música tradicional panameña.
Los primeras dos canciones antes mencionadas, forman parte de la programación que en Navidad realizan las emisoras enfocadas al público latino, como también de los álbumes recopilatorios, de artistas varios, que Fania Records ha publicado con motivo de la Navidad.
El primer track del álbum, no es propiamente una canción, más bien es, como su nombre lo indica, una presentación de los participantes del proyecto, hecha por el DJ y locutor Polito Vega.
Canto a Borinquen, es el segundo "track" del disco, que consiste en una dedicación a "Borinquen", nombre con el que los latinos conocen a Puerto Rico, que además es el lugar de nacimiento de muchos de los participantes del disco, incluyendo la voz principal de la orquesta, Héctor Lavoe. Fue compuesta por Flor Morales Ramos, aunque la versión publicada en el álbum no lleva el nombre original, pues éste era Himno a la patria, el cual no gustó mucho a la producción, que rebautizó la canción, que además también cambió en su contenido.

## Publicación
Aunque muchas fuentes afirman que el álbum fue publicado en 1971, puede haber una confusión generalizada ya que en realidad fue publicado antes de la Navidad de 1971, y no después. 
El álbum se publicó en finales de 1970, pero el catálogo y número de serie pertenecían al año que ya se acercaba, que correspondería en este caso a 1971. Su lanzamiento se hizo con el fin de aprovechar las fiestas navideñas y la popularidad de la orquesta, que ya había tenido grandes éxitos como La Gran Fuga (1970), y Cosa Nuestra (1969), con los que habían alcanzado su auge.

## Lista de canciones
| N.º   | Título                  | Compositor(es)               | Duración |  |
| 1.    | «Introducción»          | ---------------------------- | 2:58     |  |
| 2.    | «Canto a Borinquen»     | Flor Morales Ramos           | 4:29     |  |
| 3.    | «Popurrí Navideño»      | Dominio Público              | 3:36     |  |
| 4.    | «Traigo la Salsa»       | Héctor Lavoe y Willie Colón  | 3:55     |  |
| 5.    | «Aires de Navidad»      | Roberto García               | 3:43     |  |
| 6.    | «La Murga»              | Héctor Lavoe y Willie Colón  | 5:34     |  |
| 7.    | «Esta Navidad»          | Héctor Lavoe y Willie Colón  | 5:17     |  |
| 8.    | «Vive Tu Vida Contento» | Flor Morales Ramos           | 2:43     |  |
| 32:12 |                         |                              |          |  |

## Personal

### Músicos
- Voces - Héctor Lavoe
- Coros - Willie Colón, Johnny Pacheco y Justo Betancourt
- Trombones - Willie Colón (Líder) y William “Sweet” Campbell
- Piano - "Profesor" Joe Torres
- Cuatro Puertorriqueño - Yomo Toro y Roberto García
- Bajo - Santi “Choflomo” González
- Congas - Milton Cardona
- Bongó - José Mangual Jr.
- Timbales - Louie “Timbalito” Romero
- Percusión - José Mangual Jr., Milton Cardona y Johnny Pacheco
- Percusión Menor - Miguel “El Túnel” Matos

### Créditos
- Productor - Jerry Masucci
- Director de grabación - Johnny Pacheco
- Ingeniero de sonido - Irv Greenbaum
- Diseño del álbum original – Izzy Sanabria
- Foto del álbum original - Len Bauman